# Sandhutton
Sandhutton – wieś w Anglii, w hrabstwie North Yorkshire, w dystrykcie (unitary authority) North Yorkshire. Leży 38 km na północny zachód od miasta York i 315 km na północ od Londynu.